# Matevž Govekar
Matevž Govekar, slovenski kolesar, * 17. april 2000, Ljubljana.
Govekar je profesionalni kolesar, ki je od leta 2022 član UCI WorldTeam ekipe Team Bahrain Victorious. Kariero je začel v klubu MebloJOGI Pro-Concrete leta 2019, med letoma 2021 in 2022 je nastopal za Tirol KTM Cycling Team. Leta 2022 je osvojil naslov državnega podprvaka na slovenskem državnem prvenstvu v cestni dirki. Leta 2023 je v prvem nastopu na dirki Grand Toura zasedel 133. mesto na Dirki po Španiji.

## Pomembnejša tekmovanja

### Grand Tour
| Od   | Tritedenske dirke | 2019 | 2020 | 2021 | 2022 | 2023 | 2024 | 2025 |
| ---- | ----------------- | ---- | ---- | ---- | ---- | ---- | ---- | ---- |
| 1909 | Dirka po Italiji  | —    | —    | —    | —    | —    | —    | —    |
| 1903 | Dirka po Franciji | —    | —    | —    | —    | —    | —    | —    |
| 1935 | Dirka po Španiji  | —    | —    | —    | —    | 133  | —    |      |

### Velike enotedenske dirke
| Od   | Velike enotedenske dirke | 2019 | 2020 | 2021 | 2022 | 2023 | 2024 | 2025 |
| ---- | ------------------------ | ---- | ---- | ---- | ---- | ---- | ---- | ---- |
| 1933 | Pariz–Nica               | —    | —    | —    | —    | —    | —    | 109  |
| 1966 | Tirreno–Adriatico        | —    | —    | —    | —    | —    | —    | —    |
| 1911 | Dirka po Kataloniji      | —    | NH   | —    | —    | —    | —    | DNF  |
| 1924 | Dirka po Baskiji         | —    | NH   | —    | —    | —    | —    | —    |
| 1947 | Dirka po Romandiji       | —    | NH   | —    | —    | —    | 90   | —    |
| 1947 | Auvergne−Rona−Alpe       | —    | —    | —    | —    | 108  | —    | —    |
| 1933 | Dirka po Švici           | —    | NH   | —    | —    | —    | —    | —    |

### Enodnevne dirke
| Od   | Spomeniki                | 2019 | 2020 | 2021 | 2022 | 2023 | 2024 | 2025 |
| ---- | ------------------------ | ---- | ---- | ---- | ---- | ---- | ---- | ---- |
| 1907 | Milano–San Remo          | —    | —    | —    | —    | —    | 145  | —    |
| 1913 | Dirka po Flandriji       | —    | —    | —    | —    | —    | DNF  | —    |
| 1896 | Pariz–Roubaix            | —    | NH   | —    | —    | —    | —    | —    |
| 1892 | Liège–Bastogne–Liège     | —    | —    | —    | —    | —    | —    | —    |
| 1905 | Dirka po Lombardiji      | —    | —    | —    | —    | —    | —    |      |
| Od   | Klasike                  | 2019 | 2020 | 2021 | 2022 | 2023 | 2024 | 2025 |
| 1945 | Omloop Het Nieuwsblad    | —    | —    | —    | —    | —    | DNF  | 154  |
| 1945 | Kuurne–Bruselj–Kuurne    | —    | —    | —    | —    | —    | 78   | DNF  |
| 2007 | Strade Bianche           | —    | —    | —    | —    | 107  | 101  | —    |
| 1876 | Milano–Torino            | —    | —    | —    | —    | —    | —    | —    |
| 1977 | Klasika Brugge–De Panne  | —    | —    | —    | —    | DNF  | 33   | —    |
| 1958 | E3 Saxo Bank Classic     | —    | NH   | —    | —    | 98   | —    | —    |
| 1934 | Gent–Wevelgem            | —    | —    | —    | —    | —    | DNF  | —    |
| 1945 | Skozi Flandrijo          | —    | NH   | —    | —    | DNF  | 67   | —    |
| 1907 | Scheldeprijs             | —    | —    | —    | —    | —    | —    | —    |
| 1961 | Brabantska puščica       | —    | —    | —    | —    | DNF  | 65   | —    |
| 1966 | Amstel Gold Race         | —    | NH   | —    | —    | DNF  | DNF  | —    |
| 1936 | Valonska puščica         | —    | —    | —    | —    | —    | —    | —    |
| 1962 | Eschborn–Frankfurt       | —    | NH   | —    | —    | 26   | 39   | —    |
| 1893 | Brussels Cycling Classic | —    | —    | —    | —    | —    | —    | —    |
| 1981 | Klasika San Sebastián    | —    | NH   | —    | —    | —    | —    | —    |
| 1996 | Hamburg Cyclassics       | —    | NH   | NH   | 116  | 34   | —    | 63   |
| 1931 | Bretonska klasika        | —    | —    | —    | 129  | —    | —    |      |
| 2010 | Velika nagrada Québeca   | —    | NH   | NH   | DNF  | —    | DNF  |      |
| 2010 | Velika nagrada Montréala | —    | NH   | NH   | DNF  | —    | DNF  |      |
| 1909 | Dirka po Emiliji         | —    | —    | —    | —    | —    | —    |      |
| 1919 | Coppa Bernocchi          | —    | NH   | —    | —    | —    | —    |      |
| 1919 | Tri doline Vareseja      | —    | NH   | —    | —    | NR   | —    |      |
| 1906 | Gran Piemonte            | —    | —    | —    | —    | —    | 45   |      |
| 1896 | Pariz–Tours              | —    | —    | —    | —    | —    | —    |      |

### Domača dirka
| Od   | Dirka              | 2019 | 2020 | 2021 | 2022 | 2023 | 2024 | 2025 |
| ---- | ------------------ | ---- | ---- | ---- | ---- | ---- | ---- | ---- |
| 1993 | Dirka po Sloveniji | —    | NH   | —    | 41   | —    | 103  | —    |

### Reprezentanca
| Od   | Olimpijske igre    | Olimpijske igre    | 2019    | 2020    | 2021 | 2022 | 2023 | 2024 | 2025 |
| ---- | ------------------ | ------------------ | ------- | ------- | ---- | ---- | ---- | ---- | ---- |
| 1896 |                    | Cestna dirka       | Ni bilo | Ni bilo | —    | NH   | NH   | —    | NH   |
| 1912 | Kronometer         | —                  | Ni bilo | Ni bilo | —    | NH   | NH   |      | NH   |
| Od   | Svetovno prvenstvo | Svetovno prvenstvo | 2019    | 2020    | 2021 | 2022 | 2023 | 2024 | 2025 |
| 1927 |                    | Cestna dirka       | —       | —       | —    | —    | 33   | DNF  |      |
| 1994 | Kronometer         | —                  | —       | —       | —    | —    | —    |      |      |
| Od   | Evropsko prvenstvo | Evropsko prvenstvo | 2019    | 2020    | 2021 | 2022 | 2023 | 2024 | 2025 |
| 2016 |                    | Cestna dirka       | —       | —       | —    | —    | DNS  | —    |      |
| 2016 | Kronometer         | —                  | —       | —       | —    | —    | —    |      |      |
| Od   | Državno prvenstvo  | Državno prvenstvo  | 2019    | 2020    | 2021 | 2022 | 2023 | 2024 | 2025 |
| 1991 |                    | Cestna dirka       | DNF     | 42      | 6    | 2    | 4    | 10   | 3    |
| 1991 | Kronometer         | —                  | —       | —       | 4    | —    | 2    | —    |      |

## Profesionalne zmage (4)
| Leto | Zmaga | Dirka                     | Opomba   | Serija                |
| ---- | ----- | ------------------------- | -------- | --------------------- |
| 2022 | 1.    | Vuelta a Burgos           | 4. etapa | UCI ProSeries (2)     |
| 2024 | 2.    | Dirka po Antaliji         | 2. etapa | UCI Europe Tour (2.1) |
| 2024 | 3.    | Dirka po Veliki Britaniji | 6. etapa | UCI ProSeries (2)     |
| 2024 | 4.    | Dirka po Guangšiju        | 6. etapa | UCI World Tour (2)    |